# Catupiry

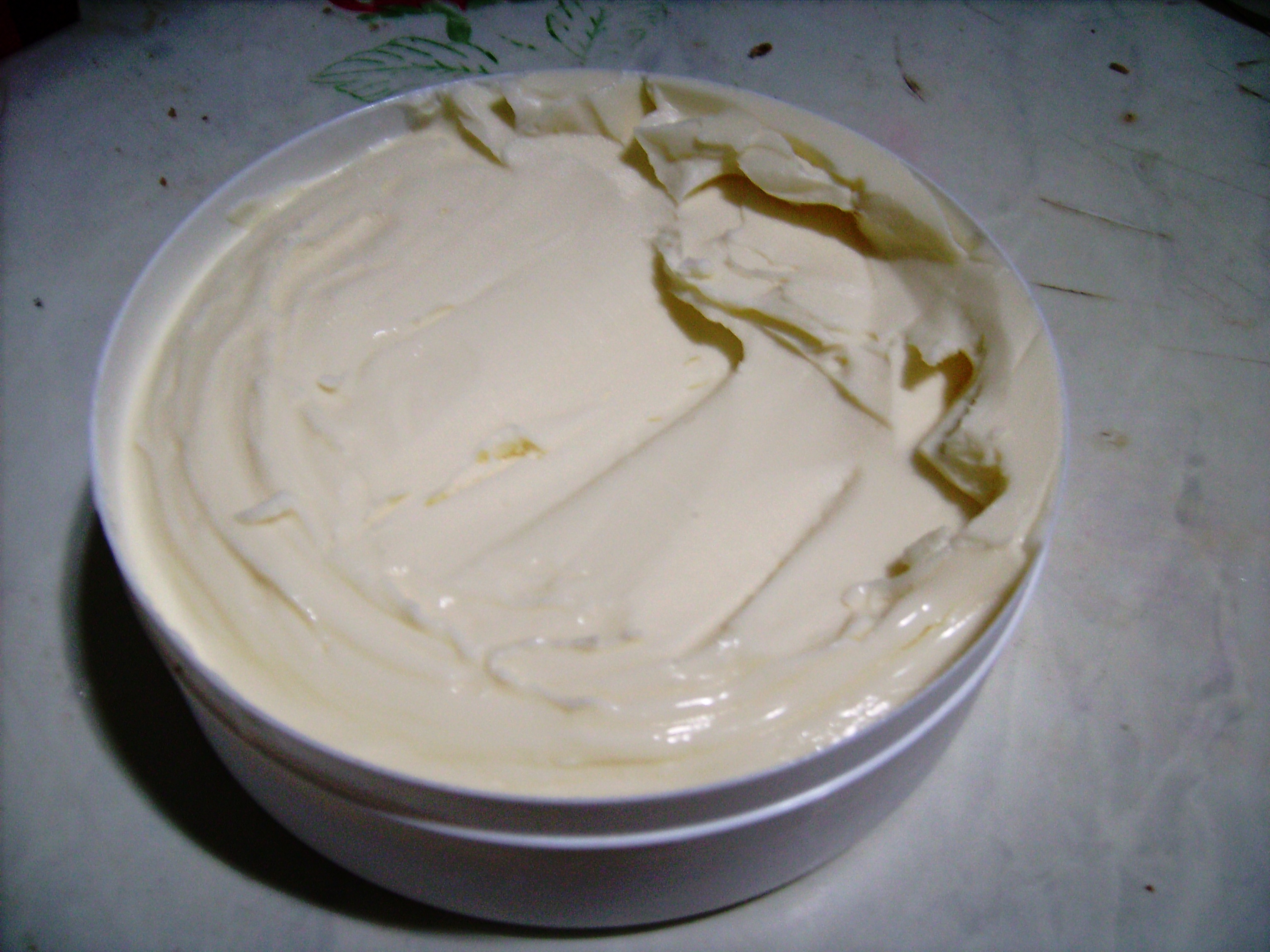
Catupiry.

Catupiry est une marque de fromage très connue au Brésil.

## Histoire
Le fromage a été créé en 1911 par Mario et Isaira Silvestrini, un couple d’immigrants italiens, installés dans la station hydrothermale de Lambari, dans l’État du Minas Gerais.
En 1934, une première usine a été ouverte dans le quartier de Barra Funda à São Paulo.

## Gastronomie
Le Catupiry est plus qu’un simple fromage crémeux. Il est associé au Brésil à de nombreux plats comme la pizza, la lasagne et — bien sûr — le pastel (c’est-à-dire une sorte de samosa ou empanada) et la coxinha.

## Fabrication
Il existe de nombreuses sous-marques de Catupiry, avec des degrés de qualités différents, produits généralement moins consistants et moins savoureux.
Dans les années 1970, la fabrication du Catupiry a été modifiée et il a alors perdu de son onctuosité. La recette exacte reste secrète, vu qu’il s’agit d’un fromage conçu industriellement. L’emballage traditionnel en bois a cédé la place à celui en plastique, puis sont apparus les tubes et les seaux de 4 litres destinés aux pizzerias (la pizza au Catupiry est un classique de São Paulo).[réf. souhaitée]